# Petri Kovanen
Petri Tapani Kovanen, född 21 december 1944 i Helsingfors, är en finländsk läkare, specialist i invärtes medicin.
Kovanen avlade läkarexamen vid Basels universitet 1970 och blev medicine och kirurgie doktor 1975. Från 1997 till pensioneringen 2013 verkade han som direktör för Wihuris forskningsinstitut.
Han är känd för sin forskning över cellbiologiska aspekter på hjärt- och kärlsjukdomar. Han erhöll Matti Äyräpää-priset 2004 och förlänades professors titel 1998. År 1996 utnämndes han till ledamot av Finska Vetenskapsakademien.